# Kyjiw-11u
Die Oberleitungsbusse (Obusse) der Bauart Kyjiw-11u (ukrainisch Київ-11у; auch K-11u/К-11у) wurden von 1991 bis 1993 im Kyjiwski Sawod Elektrotransportu (KZET) in Kiew (Ukraine) gebaut.

## Geschichte
Im KZET wurden bereits von 1958 bis 1966 Obusse gebaut, die Produktion endete mit dem Typ Kyjiw-6. Seitdem wurden in der Ukrainischen SSR der Sowjetunion keine Obusse mehr gebaut. Die Versorgung der zahlreichen ukrainischen Obusbetriebe wurde nachfolgend einerseits vom Urizki-Werk, heute Trolsa, in der russischen Stadt Engels und andererseits durch aus der Tschechoslowakei importierte Škoda 9Tr und später Škoda 14Tr sichergestellt.
Mit dem Ende des Sozialismus in der Tschechoslowakei wurde absehbar, dass der Bezug von Škoda-Obussen im Rahmen des Rats für gegenseitige Wirtschaftshilfe zukünftig nicht mehr möglich sein würde. Der russische Typ ZiU-9 war zumindest in einigen Städten, die zuletzt Škoda 14Tr beschafft hatten, nicht einsetzbar. Bereits 1978 war mit einem Versuch in Kiew und beim Obusnetz auf der Krim um Simferopol die Unbrauchbarkeit des ZiU-9 auf längeren steigungsreichen Abschnitten aufgrund Überhitzung nachgewiesen worden.
Somit ergab sich bereits vor der Auflösung der Sowjetunion 1991 Bedarf für die Aufnahme des Baus von Obussen in der Ukraine. 1990 wurde im Kyjiwski Sawod Elektrotransportu mit dem Bau des dreiachsigen Gelenkobusses Kyjiw-11 begonnen, 1991 entstand auch das erste Fahrzeug der zweiachsigen Variante. Dieser Typ wurde als Kyjiw-11u bezeichnet. Der hinzugesetzte Buchstabe „u“ leitete sich hierbei vom russischen „ukoroteschenny“ („verkürzt“) ab.

## Aufbau
Der Kyjiw-11u ist auf ein zweiachsiges aus Stahl konstruiertes Fahrgestell aufgebaut. Beim Wagenkasten handelt es sich um eine selbsttragende Karosserie aus Stahl. Die Abmessungen wurden weitgehend vom Škoda 14Tr übernommen. Ebenso wurde der Kyjiw-11u dreitürig konstruiert.
Die Rheostate des Fahrschalters wurden auf dem Dach angebracht. Der Motor DK-213B (ДК-213Б) entsprach der damaligen Ausführung des ZiU-9 und wurde aus Russland bezogen.

## Lieferung und Einsatz
Die Fertigungskapazität des KZET war sehr begrenzt, nur etwa 40 Obusse konnten jährlich gebaut werden. Während der Kyjiw-11 bereits ab 1991 in Serie gebaut wurde, begann die Serienfertigung des Kyjiw-11u erst 1992. Sie endete im Wesentlichen bereits 1993 wieder. In dieser Zeit wurden für Kiew 23, für Bila Zerkwa sechs, für Krementschuk fünf, für Tscherkassy, Lyssytschansk und Mykolajiw je zwei, und für Chmelnyzkyj ein Kyjiw-11u gebaut. Für einen geplanten Überlandobusbetrieb auf der Strecke Radomyschl–Wyschewytschi–Irscha in der Oblast Schytomyr wurden drei Kyjiw-11u bestellt. Hiervon wurde einer 1993 geliefert. Da die Obusstrecke nicht fertiggestellt wurde, wurde er 1997 nach Tscherniwzi abgegeben.
1992 wurden die Konstruktionsunterlagen an das Rüstungsunternehmen Piwdenmasch (Juschmasch) in Dnipropetrowsk abgegeben. Dort wurde 1993 die Produktion des verbesserten Typs JuMZ T2 aufgenommen. Daher gab es Schwierigkeiten, die letzten bereits hergestellten Kyjiw-11u abzusetzen. 1994 wurden zwei davon an Tschernihiw geliefert und 1995 noch ein weiterer nach Krementschuk.
Wie bereits beim Kyjiw-11 war auch die Zuverlässigkeit des Kyjiw-11u völlig unzufriedenstellend. Zudem gab es erhebliche Probleme bei der Ersatzteilversorgung. In Kiew wurden bis 1996 sämtliche Kyjiw-11u abgestellt. Sieben von ihnen wurden nach Kirowohrad abgegeben, der Rest in den Folgejahren verschrottet. Lediglich einer blieb als Werkstattwagen weiter in Betrieb.
Beim KZET waren drei Kyjiw-11u verblieben. Diese wurden 1997 vom Verkehrsbetrieb in Kiew übernommen, aber bereits 1998 nach Krementschuk abgegeben. Die Ausmusterung bei den anderen Verkehrsbetrieben begann 1997 in Lyssytschansk und endete 2009 in Krementschuk. 1998 wurden die beiden Kyjiw-11u in Tschernihiw aus dem Linienverkehr abgezogen und zu fahrbaren Pausenräumen für das Fahrpersonal umgebaut. Von diesen war auch 2013 noch Wagen 448 in dieser Funktion im Einsatz, tagsüber gewöhnlich an der Endhaltestelle Siwerjanka (Sawod HTV). Seit 2011 war dies der letzte betriebsfähige Kyjiw-11u.
Während die Gelenkausführung Kyjiw-11 beim Serijnyj Sawod Antonow, einem Flugzeughersteller ebenfalls in Kiew, mit dem Kyjiw-12 und den Varianten Kyjiw-12.01 und Kyjiw-12.03 einen verwandten Nachfolger neben dem Dnipropetrowsker JuMZ T1 hatte, wurde dort zunächst keine zweiachsige Ausführung gebaut. Lediglich zwei Prototypen des Typs Kyjiw 12.04 wurden 1999 und 2004 gebaut.